# NK Šmartno 1928
NK Šmartno 1928 – słoweński klub piłkarski. Siedziba klubu mieści się w mieście Šmartno ob Paki. Został założony w 1928 roku.

## Reprezentanci kraju grający w klubie
- Gregor Blatnik
- Ante Šimundža
- Luka Žinko
- Ismet Munishi